# Энтж, Пьер
Пьер Энтж (фр. Pierre Hentges; 4 сентября 1890, Боннвуа, Люксембург (город), Люксембург — 24 февраля 1975, Люксембург (город), Люксембург) — люксембургский гимнаст, участник летних Олимпийских игр 1912 года (4-е место в основном командном первенстве, 5-е место в командном первенстве по произвольной системе и 18-е место в личном первенстве). Брат гимнаста Франсуа Энтжа.